# Campeonato de Australasia 1923
Lista de los campeones del Abierto de Australia de 1923:

## Individual masculino
Pat O'Hara Wood (AUS) d. Bert St John (AUS),  6–1, 6–1, 6–3

## Individual femenino
Margaret Molesworth (AUS) d. Esna Boyd Robertson (AUS), 6–1, 7–5

## Dobles masculino
Pat O'Hara Wood/Bert St. John (AUS)

## Dobles femenino
Esna Boyd (AUS)/Sylvia Lance Harper (AUS)

## Dobles mixto
Sylvia Lance Harper (AUS)/Horace Rice (AUS)
| Predecesor: 1922                                       | Abierto de Australia 1923 | Sucesor: 1924                         |
| Predecesor: Campeonato nacional de Estados Unidos 1922 | Grand Slam 1923           | Sucesor: Campeonato de Wimbledon 1923 |

- Datos: Q2714891